# Ralph Abraham (politiker)
Ralph Lee Abraham, Jr., född 16 september 1954 i Alto i Richland Parish i Louisiana, är en amerikansk republikansk politiker. Han var ledamot av USA:s representanthus 2015 till 2021
Abraham studerade vid Louisiana State University där han avlade kandidatexamen, examen i veterinärmedicin och läkarexamen. Han blev invald i representanthuset i mellanårsvalet i USA 2014 med omval 2016.
Han är gift med Dianne Abraham och har tre barn.